# Wittgert
Wittgert település Németországban, Rajna-vidék-Pfalz tartományban. Lakosainak száma 636 fő (2023. december 31.).

## Népesség
A település népességének változása:
| Lakosok száma | 380  | 630  | 668  | 633  | 628  | 636  |
|               | 1975 | 2017 | 2019 | 2021 | 2022 | 2023 |